# استاولی، کامبریا
استاولی (به انگلیسی: Staveley) یک روستا در بریتانیا است که در کامبریا واقع شده‌است. استاولی ۱٬۱۴۷ نفر جمعیت دارد.